# Distretto di Lagunes
Il distretto di Lagunes è uno dei quattordici distretti della Costa d'Avorio. Ha per capoluogo la città di Dabou ed è suddiviso nelle tre regioni di Agnéby-Tiassa, Grands-Ponts e La Mé.
La popolazione censita nel 2014 era pari a 1.478.047 abitanti.